# Odin Stone (Shapinsay)

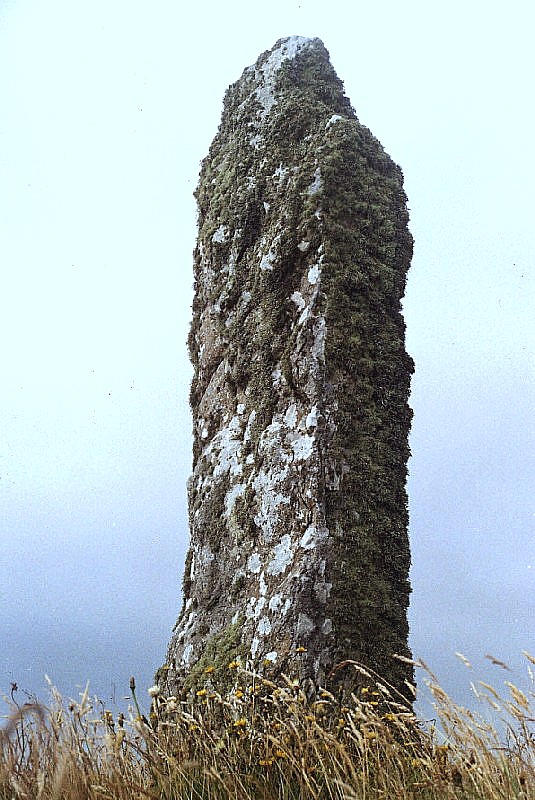
Odin Stone

Der Odin Stone von Shapinsay (auch Odin’s Stone) ist ein Menhir (englisch Standing stone). Er liegt knapp unterhalb der Hochwassermarke am Strand unterhalb der Kate Odin in der Bucht von Veantrow in Quholm, auf der Orkneyinsel Shapinsay in Schottland.
Obwohl der Odin Stone als „Standing Stone“ geführt wird, glauben viele, dass der Stein nie stand. Er hatte eine unregelmäßige Form und ist 1,95 m lang, in der Mitte 1,35 m breit und etwa 52 cm dick und ist in drei Teile zerbrochen. Nach der Überlieferung des Ordnance Survey Name Book wurde er als Opferaltar verwendet, der Odin gewidmet war. 1796 diente er als Marschstein.
Der ebene Findling, der knapp unterhalb der Hochwassermarke am Strand, unterhalb der Croft of Odin liegt, diente 1796 als March-stone, der die Uferrechte abgrenzt. Der Name „Marchstone“ leitet sich von der im 16. Jahrhundert gebräuchlichen Bedeutung der March als Grenze ab.